# 厉志海
厉志海（1954年4月—），男，汉族，浙江东阳人，中华人民共和国政治人物，曾任浙江省人大常委会副主任，第十届全国人大代表。